# Герб комуни Вінгокер
Герб комуни Вінгокер (швед. Vingåkers kommunvapen) — символ шведської адміністративно-територіальної одиниці місцевого самоврядування комуни Вінгокер. 

## Історія
Герб ландскомуни Вестра Вінгокер отримав королівське затвердження 1941 року. Після адміністративно-територіальної реформи, проведеної в Швеції на початку 1970-х років, муніципальні герби стали використовуватися лишень комунами. Цей герб був перебраний для нової комуни Вінгокер. 
Герб комуни зареєстровано 1974 року. 

## Опис (блазон)
Щит розтятий, у правому золотому полі зелений дуб з корінням, у лівому зеленому полі —  золоте стебло хмелю з листочками і шишками.   

## Зміст
Дуб уособлює місцеву флору і походить з печатки XVII століття гераду (територіальної сотні) Оппунда. Стебло хмелю символізує розвинуте хмелярство. 